# Nanhancun Xiang
Nanhancun Xiang (kinesiska: 南韩村乡, 南韩村) är en socken i Kina. Den ligger i provinsen Hebei, i den norra delen av landet, omkring 390 kilometer söder om huvudstaden Peking. Antalet invånare är 30 172. Befolkningen består av 15 603 kvinnor och 14 569 män. Barn under 15 år utgör 22,0 %, vuxna 15-64 år 70 %, och äldre över 65 år 7,0 %.
Genomsnittlig årsnederbörd är 630 millimeter. Den regnigaste månaden är juli, med i genomsnitt 207 mm nederbörd, och den torraste är januari, med 3 mm nederbörd.